# Victor Montagliani
Victor Montagliani es un empresario canadiense, ejecutivo de fútbol y presidente de Concacaf. Es miembro del Consejo de la FIFA.
Es un exjugador de fútbol del club amateur Columbus F.C. En su carrera profesional, fue gerente de Hogan & Cox Insurance Adjusters en Maple Ridge antes de ser transferido a Vancouver en 2003. Asistió a la Simon Fraser University.
Él fue presidente de la asociación de fútbol de Columbia Británica en 2005. Durante su estancia como presidente, el apoyó a los jugadores sij para que vistan una patka si ellos querían, después de que un árbitro le dijo a un jugador de 17 años que tenía que quitárselo o abandonar el juego.
En mayo de 2012 fue elegido presidente de la Asociación Canadiense de Fútbol. En febrero de 2016, anunció su intención de convertirse en el presidente de la Concacaf. Ganó la presidencia el 12 de mayo de 2016, derrotando a Larry Mussenden de las Bermudas.